# International Socialist Tendency
La corriente International Socialist Tendency (IST) es una de las corrientes surgidas de la Cuarta Internacional fundada por León Trotski en 1938.
Esta internacional de partidos políticos defiende una visión trotskista no ortodoxa y es heredera de las ideas de Tony Cliff (1917–2000), fundador, de una escisión que tuvo lugar en 1950, del Socialist Workers Party (Reino Unido). Las base de esta derivación del trotskismo clásico es su teoría de que la Unión Soviética no era un estado obrero degenerado, sino un país donde existía el capitalismo de estado.
La consecuencia práctica de esta concepción se reveló cuando Tony Cliff se opuso a la defensa de Corea del Norte, durante la guerra de Corea (1950-1953), posición defendida por la dirigencia del The Club (organización que más tarde daría lugar al Workers Revolutionary Party (Reino Unido)). Este hecho provocó la exclusión de Cliff y sus seguidores del The Club.
A diferencia de muchas tendencias internacionales, la IST no tiene estructuras organizativas formales. Tiene secciones en 27 países; sin embargo, su presencia más fuerte está en Europa, especialmente en Gran Bretaña.

## Historia

### Década de 1950
A lo largo de la década de 1950, el Socialist Review Group (organización dirigida por Tony Cliff, en el Reino Unido) tuvo una relación laxa con el Workers Party (Estados Unidos) dirigido por Max Shachtman (que también había roto con el trotskismo por tener una visión negativa de la Unión Social) hasta que se disolvió en 1958.
Luego mantuvo vínculos con camaradas que salían de ese grupo y con otras personas en el movimiento trotskista internacional. Pero no hubo un crecimiento significativo en el apoyo a sus ideas hasta finales de la década de 1960.
Algunas de las ideas de la IST, como la economía armamentista permanente, se desarrollaron originalmente a partir de escritos publicados por la ISL. La teoría de la economía armamentística permanente fue desarrollada por TN Vance en una serie publicada a lo largo de 1951 en la revista New International de la ISL y luego fue refinada por Cliff a fines de la década de 1950 y a lo largo de los años por teóricos de la Revista International Socialism (IS) como Mike Kidron, Nigel Harris y Chris Harman en años posteriores.

### 1960s-70s
En la década de 1960, los International Socialists (IS) (como se llamaba ahora al grupo liderado por Tony Cliff) establecieron vínculos con militantes en varios países, lo que condujo a la formación de grupos IS en esos países. Quizás el primer grupo de este tipo fue el grupo IS irlandés fundado en 1971, seguido de grupos en Australia, Canadá y Alemania. Mientras tanto, se construyeron vínculos con miembros anteriores del Workers Party (más tarde International Socialists) en los Estados Unidos. En 1978, estos vínculos llevaron a una división en el IS estadounidense y la formación de la International Socialist Organization (ISO); un grupo más ligado al IS británico.
A fines de la década de 1960, el IS británico también asistió a una serie de reuniones organizadas por el grupo francés Lutte Ouvriere (LO) a las que también asistió el IS estadounidense. En muchos sectores se consideraba que los grupos IS y LO constituían una tendencia semisindicalista laxa dentro del trotskismo mundial en este período. A las reuniones también asistieron una amplia variedad de grupos, como el italiano Autonomia Operaia, pero se agotaron.
A pesar de este crecimiento no había una organización formal. Sin embargo, se desarrollaron reuniones internacionales de los líderes de la tendencia IS, generalmente celebradas junto con la (renombrada en 1977) Escuela de Verano de Marxismo del Partido Socialista de los Trabajadores Británico, celebrada en Londres . Esta fue la base de la IST, que en algún momento de la década de 1990 pasó a denominarse así con mayúscula.

### Década de 1980
A lo largo de la década de 1980, la IST creció internacionalmente, en parte, cuando otras tendencias socialistas revolucionarias entraron en crisis y eliminaron competidores. Aparecieron nuevos grupos del los IS en Francia, Bélgica, Dinamarca, Países Bajos, Noruega y en Grecia, la Organización de la Revolución Socialista (OSE). Un grupo de camaradas turcos también fueron reclutados en el exilio durante este período, cuyos miembros vivían en Alemania y Gran Bretaña.

### Década de 1990
La década de 1990 vio un mayor crecimiento internacional para el IST a medida que se fundaron grupos en más países, incluidos: Austria, Chipre, España, Nueva Zelanda, Sudáfrica, Zimbabue y Corea del Sur. También se fundaron grupos en los estados del antiguo Bloque del Este, ya que el contacto podía mantenerse en esos países por primera vez después del colapso de la URSS. Esto condujo a la fundación de grupos de los IS en Polonia y en la República Checa. En Rusia existía un grupo vinculado a la IST, pero colapsó.
Sin embargo, la década de 1990 también vio una serie de divisiones y expulsiones in la IST. Si bien hubo una gran expansión geográfica, también hubo pérdidas y fragmentación. Hubo una serie de divisiones que no estaban relacionadas entre sí, pero parecían tener una causa común.
Esas causas eran una preocupación entre algunos miembros de los grupos preocupados porque el régimen interno de su propio grupo se había burocratizado y carecía de responsabilidad democrática. A veces, esto se asoció con la participación en los asuntos internos del grupo de representantes del SWP, así como con la orientación política del grupo.
Entre los grupos afectados por tales divisiones estaban los de Alemania, Sudáfrica, Irlanda, Zimbabue, Australia, Aotearoa/Nueva Zelanda, Canadá y Francia. En Bélgica, la mayoría del grupo se unió a la afiliada belga del Comité por una Internacional de los Trabajadores, que tuvo como núcleo la tendencia Militant, liderada por Ted Grant.
La escisión australiana Socialist Alternative se formó tras la expulsión burocrática de 5 miembros de Melbourne de la ISO. Posteriormente consolidaron su política como un "grupo de propaganda", argumentando en contra del enfoque de la IST en los frentes únicos, que "todos los 'frentes unidos' entre pequeños grupos socialistas y organizaciones reformistas de masas lograrían dar una cobertura de izquierda a los reformistas ".

### Década de 2000
La década de 2000 vio desarrollos contradictorios para la IST. Se formaron nuevos grupos en varios países por primera vez como en Austria, Pakistán, Botsuana, Líbano, Uruguay, Finlandia, Suecia y Ghana. Sin embargo, los grupos más grandes de la IST fuera de Gran Bretaña se han dividido y partes de ellos han abandonado la IST. Así, en los EE. UU., la dirección de la International Socialist Organization (ISO) entró en disputa con la dirección del SWP en cuanto a la importancia de los movimientos anticapitalistas y antiglobalización tras la ocurridas, en 1999, durante la reunión de la Organización Mundial del Comercio en Seattle.
Esto llevó a que la ISO fuera expulsada de la IST y una pequeña facción (simpatizante del SWP) lo dejara para formar Left Turn (LT). Sin embargo, en 2003, el LT también abandonó a la IST, dejando a la tendencia sin afiliados en EE.UU, aunque un número muy pequeño de personas que simpatizan con el SWP operan en los EE. UU., que militan en Keep Left y Solidarity (Estados Unidos), pero sin vínculo oficial con el IST.
Mientras tanto, en Grecia, la OSE (que se había renombrado a sí misma como Partido Socialista de los Trabajadores) se dividió en líneas similares con una minoría sustancial que formó la Izquierda Obrera Internacionalista.
El grupo oficial de Nueva Zelanda (Socialist Worker) desencadenó un debate internacional dentro de la IST, cuando el 1 de mayo de 2007, presentó una declaración del Primero de Mayo a la IST, llamándolo a "comprometerse con el proceso revolucionario de masas en Venezuela". Sin embargo, en 2012, el grupo se disolvió.

### Después de 2010
En 2011, los miembros de la afiliada de Zimbabue, la International Socialist Organisation, se enfrentan a la posible pena de muerte por organizar una reunión para discutir las revoluciones en Egipto y Túnez.
Desde 2013, la IST sufre una grave crisis después de que se hicieran más conocidas las denuncias de violación en la que el imputado fue el exsecretario nacional del SWP británico, Martin Smith, conocido como "Camarada Delta".
En enero de 2013, la sección del IST en Serbia (Marks21), abandonó la IST por el escándalo.
En marzo de 2013, Abbie Bakan, miembra fundadora de los IS en Canadá; Paul Kellogg, ex editor de Socialist Worker, John Riddell y otros miembros destacados emitieron una declaración pública anunciando su renuncia al grupo después de una moción para escribir una carta pública de preocupación a la El SWP británico por su manejo del escándalo fue rechazado en su convención anual.
Además, el SWP en Irlanda aprobó una resolución condenando al Comité Central del SWP británico.
Hasta junio de 2014, alrededor de 700 miembros del SWP británico han renunciado al grupo.
Se formaron tres grupos separados del SWP británico después del comienzo del escándalo: la International Socialist Network (ISN), el Revolutionary Socialism in the 21st y los  International Socialists (Escocia), aunque dos de esos tres grupos ya no existen.
El RS21 se lanzó como una agrupación "fluida y posiblemente temporal" con el objetivo de organizarse con la perspectiva de que "la base para un partido revolucionario de masas genuino no existe en el movimiento de la clase obrera británica, pero, sin embargo, los revolucionarios deben hacer lo que puedan para ayudar a facilitar esta meta".
En 2019, en los Estados Unidos, se lanzó un nuevo grupo afiliado: el Marx21 con el objetivo de "reunir a activistas que quieren luchar por la política del socialismo desde abajo, dentro de los movimientos y en las luchas de hoy", fomentando el uso de "herramientas políticas como el Frente Unido" e inspirado en la IST.

## Organizaciones afiliadas
| País            | Nombre                                                                   | Sitio                                     |
| --------------- | ------------------------------------------------------------------------ | ----------------------------------------- |
| Alemania        | Marx21                                                                   | Marx21                                    |
| Australia       | Solidarity                                                               | Solidarity                                |
| Austria         | Linkswende                                                               | Linkswende                                |
| Canadá          | International Socialists                                                 | International Socialists                  |
| Chipre          | Ergatiki Demokratia (Democracia Obrera)                                  | Ergatiki Demokratia                       |
| Corea del Sur   | Workers' Solidarity                                                      | Workers' Solidarity                       |
| Dinamarca       | Internationale Socialister                                               | Internationale Socialister                |
| España          | Marx21                                                                   | Marx21                                    |
| Estados Unidos  | Marx21                                                                   | Marx21                                    |
| Finlandia       | Sosialistiliitto                                                         | Sosialistiliitto                          |
| Francia         | Que Faire                                                                | Que Faire                                 |
| Ghana           | International Socialist Organisation                                     | International Socialist Organisation      |
| Grecia          | Sosialistiko Ergatiko Komma (Partido Socialista de los Trabajadores)     | Sosialistiko Ergatiko Komma               |
| Irlanda         | Socialist Workers Network                                                | Rebel                                     |
| Países Bajos    | International Socialists                                                 | Internationale Socialisten                |
| Nigeria         | Socialist Workers League                                                 | Socialist Workers League                  |
| Nueva Zelanda   | Socialist Aotearoa                                                       | Socialist Aotearoa                        |
| Polonia         | Pracownicza Demokracja (Democracia Obrera)                               | Pracownicza Demokracja                    |
| Reino Unido     | Socialist Workers' Party                                                 | Socialist Workers' Party                  |
| República Checa | Socialistická Solidarita                                                 | Socialistická Solidarita                  |
| Sudáfrica       | Keep Left (Manténgase a la izquierda)                                    | Keep Left                                 |
| Tailandia       | Socialist Worker Thailand                                                | Socialist Worker Thailand                 |
| Turquía         | Devrimci Sosyalist İşçi Partisi (Revolutionary Socialist Workers' Party) | Devrimci Sosyalist İşçi Partisi - Marx 21 |
| Zimbabue        | International Socialist Organisation                                     | International Socialist Organisation      |